# Kraken Mare
El Kraken Mare és un gran cos líquid de nitrogen i d'hidrocarburs lleugers amb una temperatura que no sobrepassaria els 85 K (és a dir, uns -190 °C) suportant una pressió de prop de 147 kPa (4,5 atms) que es troba al satèl·lit Tità de Saturn en les coordenades 68° 00′ N, 310° 00′ O / 68.0°N,310.0°O. Es tracta de l'extensió líquida identificada fins al moment més gran a la superfície del satèl·lit.

## Història
El Kraken Mare fou descobert a partir de les fotografies fetes per la sonda Cassini–Huygens el 2007. Els científics arribaren a la conclusió que les formes que s'apreciaven a les fotografies eren els tan buscats hidrocarburs líquids. Finalment, la naturalesa líquida del Kraken Mare és confirmar amb l'observació d'una reflexió especular del Sol sobre la superfície del mare.
La unió astronòmica internacional decidí anomenar els grans mars d'hidrocarburs de Tità amb el nom llatí de maria (en singular mare) i donar-los com a nom propi el nom de monstres marins de la mitologia; per tant, el nom de Kraken Mare fa referència al monstre Kraken de la mitologia noruega.

## Característiques i observació
Kraken Mare mesura 1170 km per la part més llarga i és en principi el més gran dels nombrosos cossos líquids (maria i lacūs) 
que es troben a les regions polars boreals de Tità. Això no obstant, encara no s'ha cartografiat amb precisió tota la zona amb radar; fins i tot, el mateix Kraken mare només ha estat parcialment cartografiat, per la qual cosa s'ignora la seva extensió real. És per això, que tan sols s'ha pogut donar una mida estimada a partir de les imatges obtingudes en el domini visible, per al que la resolució és bastant més feble; segons aquests càlculs tindria aproximadament la mida de la mar Càspia.
S'ha identificat una illa dins del Kraken Mare a la seva part nord, i ha estat batejada com a Mayda Insula.

Està previst que la missió Titan Saturn System Mission, la qual encara no està planificada per la NASA, arribi a posar-se sobre el Kraken Mare per tal d'estudiar la seva composició i les seves característiques.

## Galeria fotogràfica

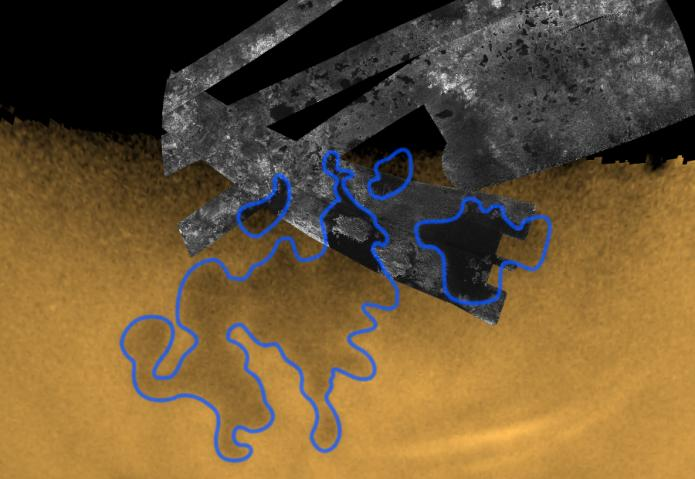
Imatge de radar d'obertura sintètica (amunt) superposada a una imatge de llum visible/infraroja de la regió polar nord de Tità, mostrant el Kraken Mare en la seva extensió.
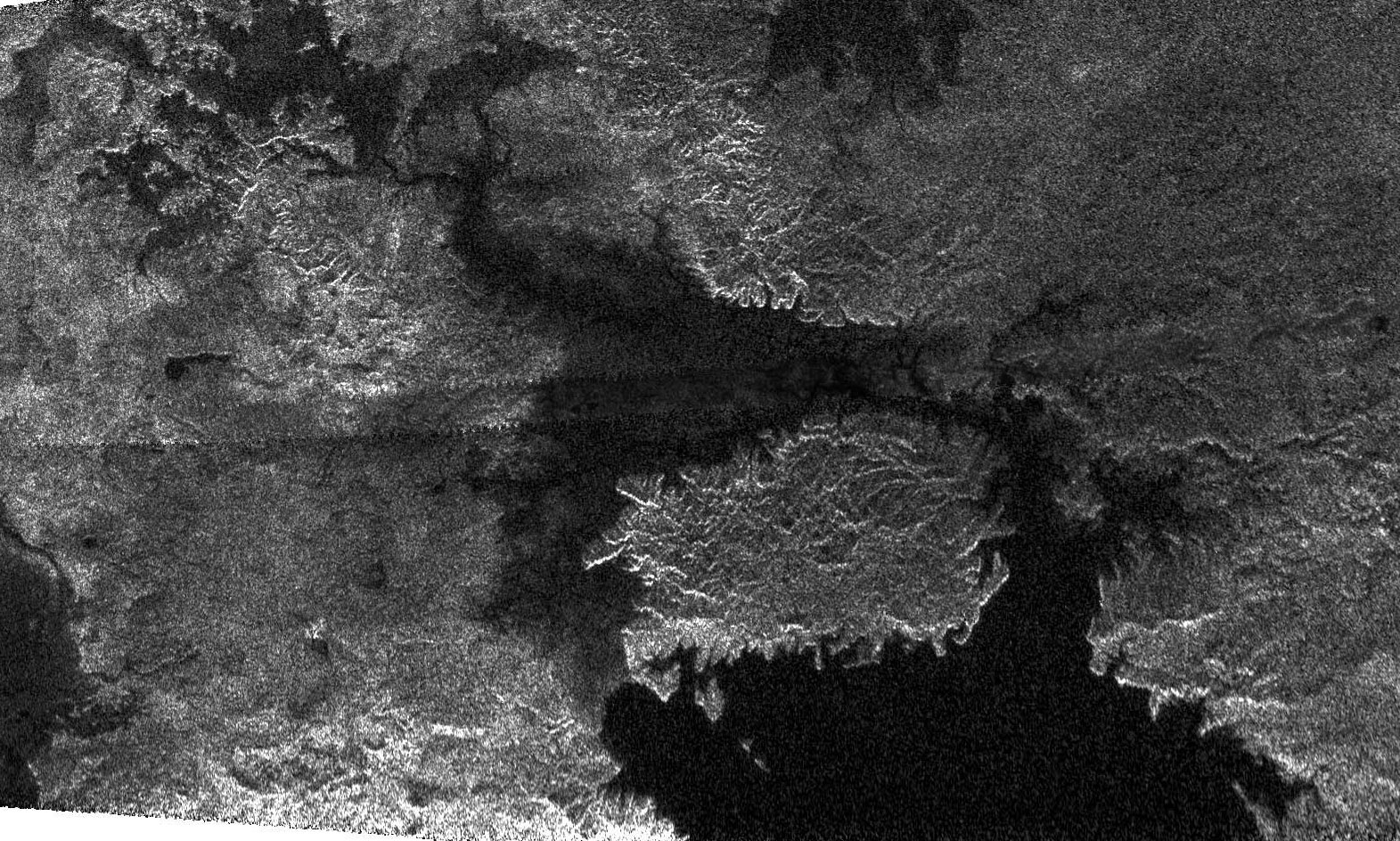
Imatge de radar que mostra la porció nord del Kraken Mare, incloent-hi la gran illa Mayda Insula.
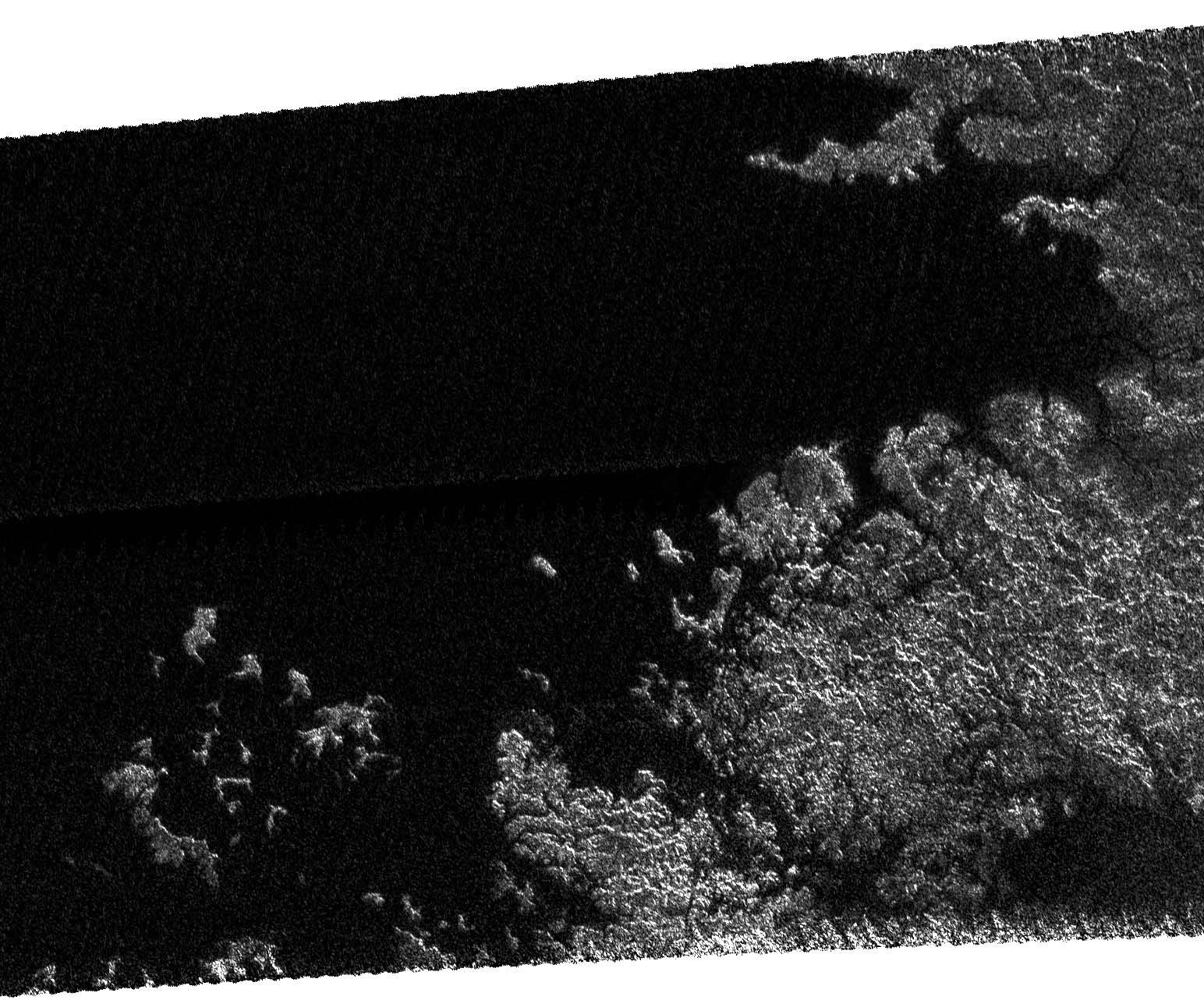
Imatge de radar d'una porció del Kraken Mare amb una costa agresta i nombroses illes.
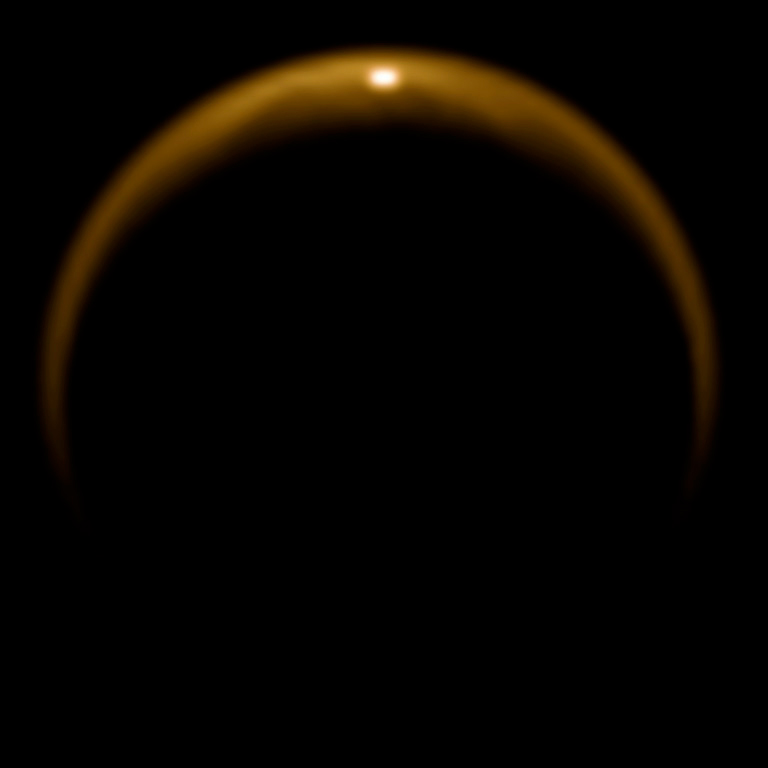
El sol reflectit per la superfície del Kraken Mare, vist per la VIMS de la sonda Cassini el 8 de juliol de 2009.